# Club de Planeadores de Junín

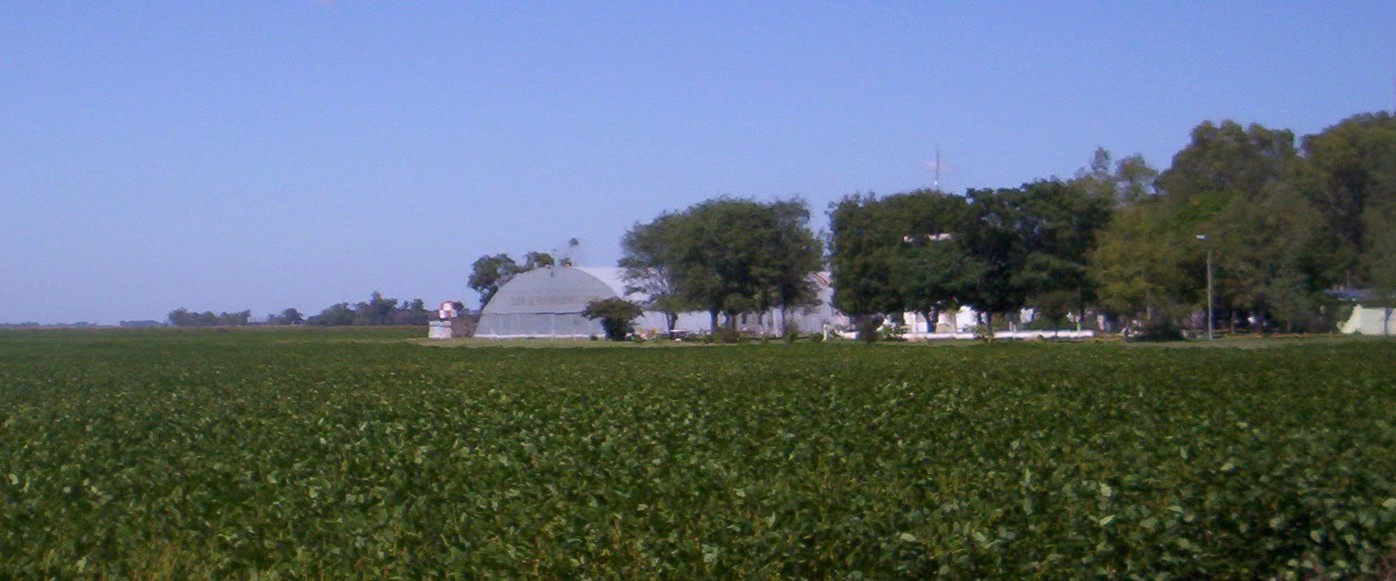
Instalaciones del Club de Planeadores de Junín, en las cercanías del parque natural Laguna de Gómez.

El Club de Planeadores de Junín es una entidad deportiva dedicada al vuelo sin motor, ubicada en la ciudad de Junín, Argentina. El aeródromo se encuentra junto al parque natural Laguna de Gómez.
En 1963 fue sede del IX Campeonato Mundial de Vuelo a Vela, el primero que se llevó a cabo fuera de Europa y el primero en Sudamérica. Además, realizó 4 campeonatos nacionales, 4 regionales y un torneo de selección para campeonato mundial.
La institución también se destaca por sus deportistas, que lograron 8 campeonatos nacionales, 8 subcampeonatos y numerosas participaciones en campeonatos mundiales. Entre los años 2000 y 2008 el club logró primeros puestos en 5 de los 10 torneos nacionales realizados. Los volovelistas juninenses han logrado varios récords nacionales, manteniendo algunos hasta la actualidad.

## Historia

### Antecedentes

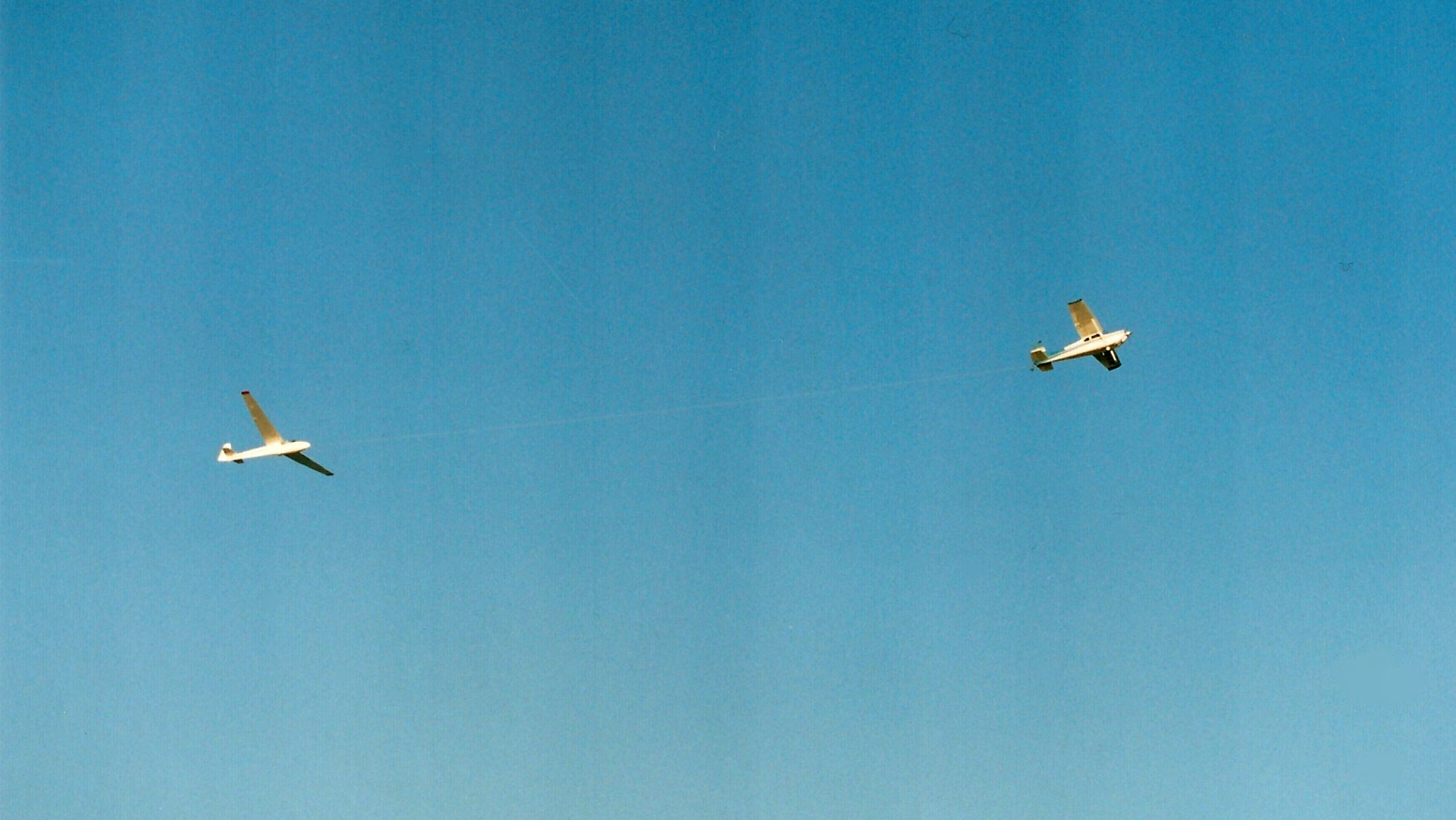
Un planeador remolcado por un avión, sobre el Club de Planeadores de Junín.

En 1940 un grupo de jóvenes del Aero Club de Junín deciden incursionar en el vuelo sin motor, actividad novedosa en aquella época, formando el "Departamento de Vuelo sin Motor del Aero Club Junín".
Poco después construyen el primer planeador, un "Grunau 9". Lo apodaron "Don José" en honor a José Di Marco, entonces presidente del Aero Club, que aportó una valiosa colaboración para que esto pudiera llevarse a cabo. La aeronave era de tipo primario, con características de vuelo elemental.
En 1945 se realizaron los primeros vuelos de planeo en el "Don José", siendo instructor Rafael Mangini.

### Fundación
Una disposición de la Dirección General de Aviación Civil prohíbe el desarrollo conjunto de vuelo con y sin motor. Debido a esto, el 10 de abril de 1947 se funda el Club de Planeadores Junín, separando el volovelismo del resto de las actividades del Aero Club.
Ante la necesidad de disponer de un predio adecuado, las autoridades del club acuden al Intendente y al Concejo Deliberante de Junín. El 23 de abril de 1953 logran tomar posesión del predio que ocupan actualmente. Ese año se realiza el primer curso completo de pilotos de planeador, a cargo del instructor Dante Boselli.

### Primeros años
En 1956 construyen los planeadores de entrenamiento Grunau Baby III y Hütter H17B. Ese año Juan Sadoux y José Orlando Casais son designados pilotos titular y suplente respectivamente del equipo argentino para el VI Campeonato Mundial de Vuelo a Vela disputado en Saint Yan, Francia. Juan Sadoux se clasificó tercero en la clase Biplaza.
En 1957 José Orlando Casais representa a la Argentina en el Campeonato Sudamericano llevado a cabo en Brasil, logrando el segundo puesto.
En 1958, Rafael Frene, Juan Sadoux y José Balbi integran el equipo que participó en el VII Campeonato Mundial de Vuelo a Vela realizado en Leszno, Polonia.
En 1960 José Orlando Casais se clasifica para el VIII Campeonato Mundial de Vuelo a Vela llevado a cabo en Colonia, Alemania Occidental.

### El campeonato mundial de 1963
En 1963, el Club de Planeadores de Junín fue sede del IX Campeonato Mundial de Vuelo a Vela. El torneo se llevó a cabo del 10 al 24 de febrero. Fue el primero que se realizó fuera de Europa y en Sudamérica.
Participaron 23 países representados por 63 pilotos con 23 diferentes modelos de planeadores. Al igual que en los dos campeonatos anteriores, realizados en Alemania y en Polonia, se compitió en las clases "Libre" y "Standard". El alemán Heinz Huth obtuvo el primer puesto en la clase Standard con un planeador Alexander Schleicher Ka 6, mientras Edward Makula, de Polonia, logró el primer puesto en la clase Libre con un SZD-19 Zefir 2. En este torneo, Heinz Huth obtuvo la distinción de ser el primer piloto en obtener el título de campeón dos veces de forma consecutiva.
Algunas marcas logradas en Junín:
- El vuelo más veloz: Lo logró Jerzy Popiel, de Polonia, el 19 de febrero a bordo de un SZD-19 Zefir 2, con una velocidad media de 95,355 km/h. El piloto obtuvo además el récord nacional polaco de triángulo de 300 km.
- El vuelo más largo: Fue realizado por Edward Makula, de Polonia, el 20 de febrero, logrando recorrer 716 km. Aterrizó en la localidad de El Nochero, cercano a Santa Margarita, provincia de Santa Fe, lindando con los límites de Santiago del Estero y Chaco.
- La mayor altura lograda: La alcanzó Harald Tandefelt, de Finlandia, el 16 de febrero. Volando en nubes llegó a los 7500 metros de altitud a bordo de un PIK 16C Vasama. Con ese vuelo logró obtener además el diamante de 5.000 metros ganados.

### Décadas de 1960 y 1970
Luego de la realización del Campeonato Mundial, el club construye en 1963 el planeador altovelero biplaza Cóndor IV, y en 1968 el velero de competición Bryan HP-14. Este último realizado totalmente en metal y fabricado en el taller propio con el trabajo ad honorem de varios socios.
En 1965, Rafael Frene representa a la Argentina en el Campeonato Mundial realizado en el Reino Unido. Un año después, en 1966, se consagra Campeón Nacional a bordo de un Ka-6CR, en el Campeonato realizado en Rafaela, provincia de Santa Fe. Fue la primera vez que el Club de Planeadores de Junín lograba un título nacional.
El 3 de enero de 1968, volando el Ka-6CR, Rafael Frene logra un récord nacional: "Prefijado y retorno de 440 km (LDG-Banderaló-LDG)". Ese mismo año participa en el mundial que se realiza en Leszno (Polonia), clasificándose 15° entre 48 participantes en la clase Libre, a bordo de un Phoebus C.
En 1973, la institución realiza el XXI Campeonato Nacional de Vuelo a Vela.
En 1974 Rafael Frene es elegido jefe del equipo argentino para el mundial de Waikirie (Australia), y en 1976 se clasifica subcampeón en el nacional de Azul.
En 1977, Juan Carlos Alegretti se consagra Campeón Nacional en el Campeonato Nacional realizado en Pehuajó.
El club organiza un Campeonato Nacional en 1980 y otro regional en 1988.

### Décadas de 1980 y 1990
En 1990, Claudio Larentis obtiene su primer Campeonato Nacional. Lo logró a bordo de un AS-W 20F en el campeonato realizado en Gonzales Chaves.
El club realiza en 1995 un campeonato regional, y en 1997 es sede del campeonato nacional.
En 1998 Claudio Larentis se clasifica subcampeón en el nacional de Azul, misma ubicación que logra Javier Gaude en 1999 en el nacional de Concepción del Uruguay.

### Actualidad
La institución adquiere aún más protagonismo cuando entre los años 2000 y 2006 logra primeros puestos en 4 de los 7 torneos nacionales realizados.
Claudio Larentis gana el campeonato nacional de 2000, realizado en Gonzales Chaves, y en 2003 repite la primera ubicación en el nacional llevado a cabo en Villa Reynolds, en la provincia de San Luis. En ambas oportunidades voló un AS-W 20F.
En 2004 el campeonato nacional se realiza en Gonzales Chaves, y Javier Gaude logra la primera ubicación. En 2006 vuelve a obtener el título en el nacional de ese año, que nuevamente se realizó en Gonzales Chaves.

## Ubicación
El acceso al predio del Club de Planeadores de Junín se encuentra en el kilómetro 7 del camino al parque natural Laguna de Gómez, frente al Autódromo Eusebio Marcilla. Dicho camino nace hacia el sudoeste en el km 259 de la Ruta Nacional 7.
Waypoint LDG: 34º 39' 21" S 61º 00' 40" O
Distancias:
- Centro comercial y administrativo de Junín: 10 km
- Aeropuerto de Junín: 16 km
- Aero Club Junín: 16 km
- Rosario: 215 km
- Buenos Aires: 266 km

## Infraestructura
El club posee 3 hangares. El mayor tiene 1.200 metros cuadrados y fue construido en 1973 para satisfacer las necesidades del Campeonato Nacional que se realizó ese año en Junín. Albergó todo el material participante del torneo, aviones de remolque y planeadores desarmados. También posee un hangar de tipo barraca y el parabólico de 20 x 18 metros construido en los inicios de la historia del club.
La torre de control fue construida para el Campeonato Mundial que se realizó en 1963.
Además de las instalaciones para el desarrollo de la actividad deportiva, el club cuenta con un complejo sanitario, piscina, parrillas, cancha de paddle y un gran espacio arbolado para realizar todo tipo de actividades sociales.
La cercanía del parque natural Laguna de Gómez -apenas unos 1000 metros- y del centro comercial de la ciudad de Junín, distante 10 km, permiten combinar las actividades deportivas con el turismo.

## Campeonatos realizados
El club realizó un campeonato mundial (el primero que se llevó a cabo fuera de Europa y, hasta ahora, el único realizado en Sudamérica), 4 campeonatos nacionales, 4 regionales y un torneo de selección para campeonato mundial.
| Año  | Denominación              |
| ---- | ------------------------- |
| 1955 | Campeonato Regional       |
| 1962 | 12° Campeonato Nacional   |
| 1962 | Torneo Selección Nacional |
| 1963 | 9° Campeonato Mundial     |
| 1973 | 21° Campeonato Nacional   |
| 1974 | Campeonato Regional       |
| 1980 | 28° Campeonato Nacional   |
| 1988 | Campeonato Regional       |
| 1995 | Campeonato Regional       |
| 1997 | 44.º Campeonato Nacional  |

## Logros de pilotos del club en campeonatos nacionales
Los pilotos del Club de Planeadores de Junín han conseguido 8 campeonatos y 8 subcampeonatos en las competencias nacionales. En particular, entre los años 2000 y 2008 el club logró primeros puestos en 5 de los 10 torneos nacionales realizados.
| Año  | Campeonato | Sede                   | Posición   | Piloto           |
| ---- | ---------- | ---------------------- | ---------- | ---------------- |
| 1958 | 9°         | Merlo                  | Subcampeón | Juan Sadoux      |
| 1958 | 9°         | Merlo                  | 4° puesto  | José Casais      |
| 1961 | 11°        | Tandil                 | 4° puesto  | José Casais      |
| 1962 | 12°        | Junín                  | Subcampeón | José Casais      |
| 1966 | 15°        | Rafaela                | Campeón    | Rafael Frene     |
| 1967 | 16°        | Pehuajó                | 4° puesto  | Juan Sadoux      |
| 1976 | 24°        | Azul                   | Subcampeón | Juan Alegretti   |
| 1977 | 25°        | Pehuajó                | Campeón    | Juan Alegretti   |
| 1989 | 37°        | Colón                  | 3° puesto  | Claudio Larentis |
| 1990 | 38°        | Gonzáles Chaves        | Campeón    | Claudio Larentis |
| 1991 | 39°        | Santa Rosa             | Subcampeón | Claudio Larentis |
| 1997 | 44°        | Junín                  | Subcampeón | Claudio Larentis |
| 1998 | 45°        | Azul                   | Subcampeón | Claudio Larentis |
| 1999 | 46°        | Concepción del Uruguay | Subcampeón | Javier Gaude     |
| 2000 | 47°        | Gonzáles Chaves        | Campeón    | Claudio Larentis |
| 2000 | 47°        | Gonzáles Chaves        | 4° puesto  | Javier Gaude     |
| 2002 | 49°        | Azul                   | 5° puesto  | Javier Gaude     |
| 2003 | 50°        | Villa Reynolds         | Campeón    | Claudio Larentis |
| 2004 | 51°        | Gonzáles Chaves        | Campeón    | Javier Gaude     |
| 2005 | 52°        | Azul                   | Subcampeón | Claudio Larentis |
| 2006 | 53°        | Gonzáles Chaves        | Campeón    | Javier Gaude     |
| 2007 | 54°        | Tres Arroyos           | 5° puesto  | Claudio Larentis |
| 2008 | 56°        | Rafaela                | Campeón    | Javier Gaude     |

## Material de Vuelo
El club dispone de siete planeadores monoplaza, dos planeadores biplaza y dos aviones de remolque.
| Planeadores               | Planeadores | Planeadores    | Planeadores |
| Aeronave                  | Tipo        | Identificación | Matrícula   |
| ------------------------- | ----------- | -------------- | ----------- |
| Schleicher "Ka-6CR"       | Monoplaza   | 58             | LV-DER      |
| Swidnik PW-5 "Smyk"       | Monoplaza   | PJ             | LV-EMB      |
| Centrair "AS-W 20F"       | Monoplaza   | LG             | LV-DRA      |
| Centrair "AS-W 20F"       | Monoplaza   | VN             | LV-DOE      |
| Rolladen-Schneider "LS-4" | Monoplaza   | KZ             | LV-ENW      |
| Rolladen-Schneider "LS-4" | Monoplaza   | C1             | LV-ENY      |
| Schleicher "Ka-7"         | Biplaza     | LA             | LV-DGI      |
| Schempp-Hirth "Janus"     | Biplaza     | 2B             | LV-ENL      |

| Aviones de remolque | Aviones de remolque |
| Aeronave            | Matrícula           |
| ------------------- | ------------------- |
| IA-46 "Ranquel 180" | LV-IIP              |
| "Cessna 180"        | LV-FIW              |